# Banda Aceh
Banda Aceh és la capital i la ciutat més gran de la província indonèsia d'Aceh,situada al nord de l'illa de Sumatra, amb una elevació de 21 m. La població era aproximadament de 260.000 habitants el 2006.
La primera part del seu nom ve del persa bandar (بندر) i significa "port" o "refugi". També s'anomena el "port de la Meccah", car fou el lloc on per primera vegada arribà l'islam, per a després espansionar-se per tot el sud-est asiàtic.

## Geografia

### Clima
| Paràmetres climàtics mitjans de Banda Aceh | Paràmetres climàtics mitjans de Banda Aceh | Paràmetres climàtics mitjans de Banda Aceh | Paràmetres climàtics mitjans de Banda Aceh | Paràmetres climàtics mitjans de Banda Aceh | Paràmetres climàtics mitjans de Banda Aceh | Paràmetres climàtics mitjans de Banda Aceh | Paràmetres climàtics mitjans de Banda Aceh | Paràmetres climàtics mitjans de Banda Aceh | Paràmetres climàtics mitjans de Banda Aceh | Paràmetres climàtics mitjans de Banda Aceh | Paràmetres climàtics mitjans de Banda Aceh | Paràmetres climàtics mitjans de Banda Aceh | Paràmetres climàtics mitjans de Banda Aceh |
| Mes                                        | Gen.                                       | Feb.                                       | Mar.                                       | Abr.                                       | Mai.                                       | Jun.                                       | Jul.                                       | Ago.                                       | Set.                                       | Oct.                                       | Nov.                                       | Des.                                       | Anual                                      |
| ------------------------------------------ | ------------------------------------------ | ------------------------------------------ | ------------------------------------------ | ------------------------------------------ | ------------------------------------------ | ------------------------------------------ | ------------------------------------------ | ------------------------------------------ | ------------------------------------------ | ------------------------------------------ | ------------------------------------------ | ------------------------------------------ | ------------------------------------------ |
| Temperatura màxima registrada °C (°F)      | 34,6 (94,3)                                | 37,0 (98,6)                                | 35,8 (96,4)                                | 36,0 (96,8)                                | 36,6 (97,9)                                | 37,0 (98,6)                                | 39,8 (103,6)                               | 39,0 (102,2)                               | 38,0 (100,4)                               | 36,0 (96,8)                                | 35,4 (95,7)                                | 36,1 (97)                                  | 39,8 (103,6)                               |
| Temperatura mínima registrada °C (°F)      | 18,0 (64,4)                                | 15,0 (59)                                  | 15,6 (60,1)                                | 15,5 (59,9)                                | 13,0 (55,4)                                | 8,0 (46,4)                                 | 16,5 (61,7)                                | 11,6 (52,9)                                | 17,8 (64)                                  | 14,0 (57,2)                                | 11,4 (52,5)                                | 15,6 (60,1)                                | 8,0 (46,4)                                 |
| Temperatura diària màxima °C (°F)          | 31,2 (88,2)                                | 31,7 (89,1)                                | 32,3 (90,1)                                | 32,8 (91)                                  | 33,0 (91,4)                                | 33,4 (92,1)                                | 33,3 (91,9)                                | 33,1 (91,6)                                | 32,5 (90,5)                                | 31,7 (89,1)                                | 31,1 (88)                                  | 30,9 (87,6)                                | 32,2 (90)                                  |
| Temperatura diària mínima °C (°F)          | 22,2 (72)                                  | 22,1 (71,8)                                | 22,4 (72,3)                                | 22,9 (73,2)                                | 23,1 (73,6)                                | 22,8 (73)                                  | 22,7 (72,9)                                | 22,5 (72,5)                                | 22,4 (72,3)                                | 22,5 (72,5)                                | 22,7 (72,9)                                | 22,4 (72,3)                                | 22,6 (72,7)                                |
| Font: cuacalab.id                          |                                            |                                            |                                            |                                            |                                            |                                            |                                            |                                            |                                            |                                            |                                            |                                            |                                            |